# Llegenda de la Campana de Huesca

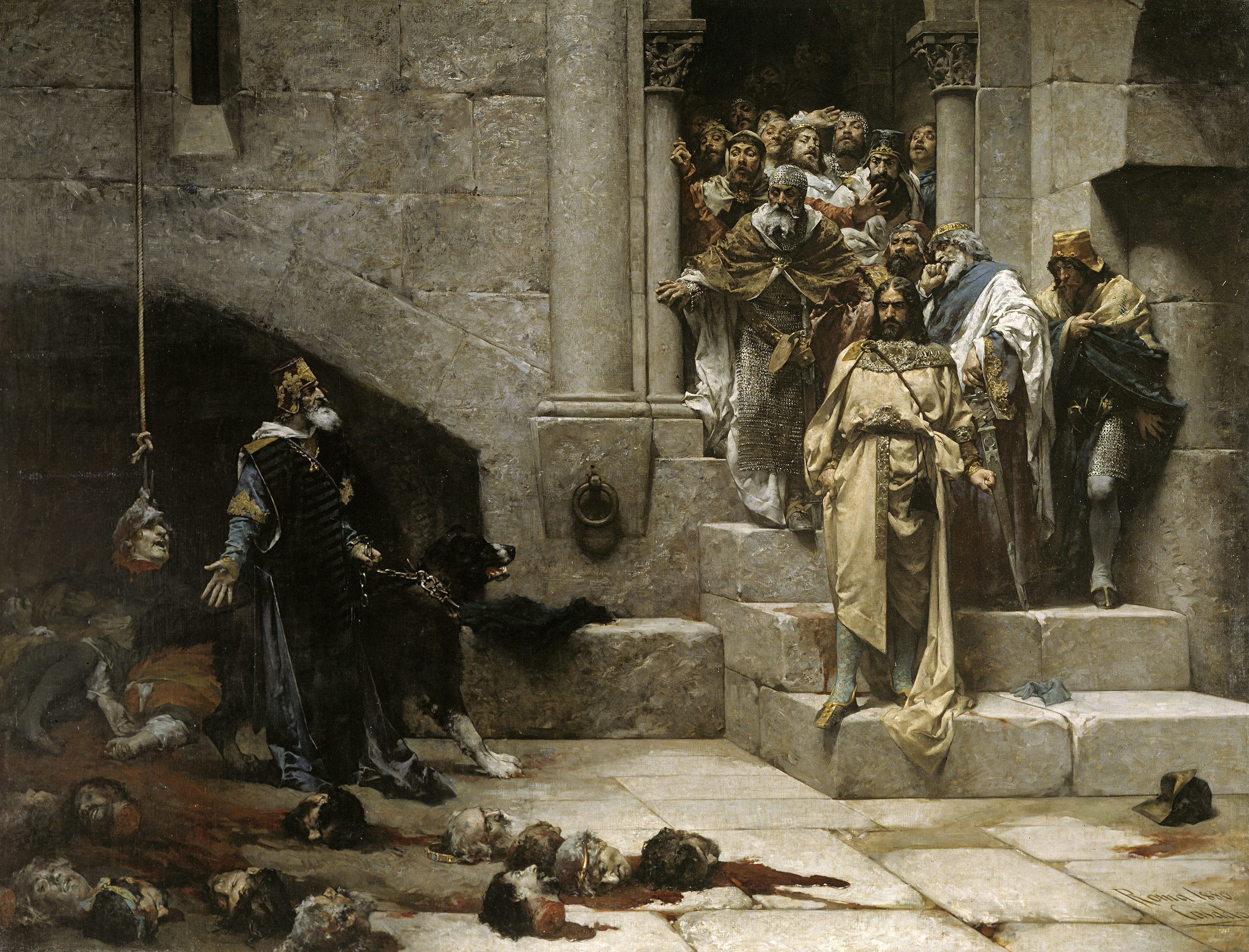
La campana de Huesca per José Casado del Alisal

La llegenda de la "Campana de Huesca" va nàixer a l'entorn de la problemàtica successòria que havia plantejat el Testament d'Alfons I d'Aragó (1131) i narra que el rei Ramir II d'Aragó decapità a 15 nobles que s'oposaren a la seva voluntat. La llegenda forma part de la cultura popular d'Aragó, especialment a la ciutat d'Osca.

## La llegenda
Després de la mort el 1134 del rei Alfons I d'Aragó a la Batalla de Fraga, heretà el Regne d'Aragó el seu germà Ramir II d'Aragó "el Monjo"", Bisbe de Roda d'Isàvena. Aragó patia llavors diversos problemes interns i externs.
Segons explica la Crònica de Sant Joan de la Penya (segle xiv), estant el rei Ramir II d'Aragó preocupat per la desobediència dels nobles, envià un missatger al seu antic mestre, l'abat del monestir occità de Sant Ponç de Tomeres, demanant-li consell. Aquest portà el missatger a l'hort i tallà unes quantes cols (en algunes versions posteriors es parla de roses), aquelles que més sobresortien. A continuació ordenà al missatger repetir al rei el gest que havia vist. Informat el rei del consell, feu cridar als principals nobles per tal que anessin a Osca amb l'excusa de voler fer una campana que se sentís per tot el regne. Un cop allí, feu tallar el cap a tots el nobles culpables, sufocant així la revolta.
La versió popular desenvolupa encara més la història: el rei convocà corts i feu venir tots els nobles per tal que veiessin una campana que se sentiria per tot el regne. Als nobles revoltats els feu entrar en una sala i els feu decapitar a mesura que anaven entrant. Un cop morts, els col·locà en cercle, i al Bisbe d'Osca, el més rebel, el col·locà al centre. Finalment feu entrar a la resta de nobles per tal d'escarmentar-los. Efectivament, la "campana de Huesca" se sentí per tot el regne.
La llista del nobles revoltats seria la següent: Lope Ferrench de Luna, Ruy Ximenez de Luna, Pero I Martínez de Luna, Ferrando de Luna, Gómez de Luna, Ferriz I de Liçana, Pero de Vergua, Gil I d'Atrosillo, Pero Cornel I, García de Vidaure, García de Penya, Ramón de Foces, Pero de Luesia, Miguel Açlor i Sanxo de Fontova.